# 12 правил життя. Як перемогти хаос
12 правил життя. Як перемогти хаос (англ. 12 Rules for Life: An Antidote to Chaos) — книга-бестселер авторства Джордана Пітерсона, письменника, критика, клінічного психолога, професора психології Торонтського університету. 
Вперше вийшла 23 січня 2018 року у видавництві «Penguin Random House» (Канада). Українською мовою перекладена та опублікована 2019 року видавництвом «Наш Формат».

## Огляд книги
У своїй книзі Джордан Пітерсон, спираючись на науковий метод, пояснює біохімічні процеси, що лежать в основі людської поведінки (феномен соціальної ієрархії, еволюцію моралі людства та інші основоположні аспекти існування).
Перелік правил, наведених в книзі:
1. Спину — прямо, плечі — назад
2. Ставтеся до себе так, як до людини, якій маєте допомагати
3. Товаришуйте з людьми, які бажають вам добра
4. Порівнюйте себе з тим, ким ви були вчора, а не з тим, ким хтось інший є сьогодні
5. Не дозволяйте своїм дітям робити те, через що вони вам менше подобаються
6. Перш ніж критикувати світ, наведіть лад у власному домі
7. Прагніть чогось важливого (а не вигідного)
8. Кажіть правду чи принаймні не брешіть
9. Припустіть, що людина, яку ви слухаєте, може знати щось невідоме вам
10. Нехай ваші слова будуть точними
11. Не заважайте дітям, коли вони катаються на скейті
12. Якщо зустрінете на вулиці кота, погладьте його

Видання очолило списки бестселерів у Канаді, США та Великій Британії та було продано тиражем більше ніж два мільйони екземплярів. Критики високо оцінили повчальність книги. Погляд Пітерсона на Бога отримав неоднозначну реакцію, мав певну критику з боку окремих рецензентів.
Передмову до книги написав друг Пітера, Норман Дойдж, автор бестселерів про нейропластичність «Пластичність мозку. Приголомшливі факти про те, як думки здатні змінювати структуру та функції нашого мозку» і «Самовідновлення мозку».

## Переклад українською
- Джордан Пітерсон. 12 правил життя. Як перемогти хаос / пер. Дмитро Кожедуб. — К.: Наш Формат, 2019. — 320 с. — ISBN 978-617-768-232-4.